# Claude-Max Lochu
Claude-Max Lochu (Delle, 1951) è un pittore francese.
Claude-Max Lochu è un artista contemporaneo, pittore e designer diplomato alla Scuola di Belle Arti di Besançon. Nato a Delle in Franche-Comté nel 1951, stabilitosi a Parigi poi a Carrières-sur-Seine per molti anni, ora vive e lavora ad Arles. Espone ai musei di Dole, Gaillac e Faure di Aix-les-Bains dove alcuni suoi dipinti fanno parte della collezione .

## Biografia
Claude-Max Lochu ha studiato pittura alla scuola regionale di belle arti di Besançon (laboratorio Jean Ricardon), dove si è diplomato nel 1975, ed ha esposto per la prima volta nel 1976, a Rabat e Tangeri in Marocco. Si trasferisce a Parigi nel 1979 e partecipa al Salon de Montrouge nel 1981 e 1982. Durante un primo viaggio in Giappone nel 1982, studia Sumi-e, una tecnica a inchiostro, con il pittore Shiko Itoh. Nel 1985 torna in Giappone per prendere la strada Tokaido di Hiroshige tra Kyoto e Tokyo, e si ispira al concetto di fueki ryūkō, permanenza e movimento, sviluppato da Bashō, il poeta di haiku. Inizia così una serie di dipinti di viaggio, come i pittori itineranti che fanno del viaggio una fonte di ispirazione . Da questo approccio nasceranno le “Maisons du Ciel”, ricerca sul rilievo delle città di Parigi, Roma, Lisbona, Amsterdam, New York, Londra, Los Angeles e Berlino. Claude-Max Lochu studia anche nature morte, interni e paesaggi del sud dove cerca la poesia piuttosto che la rappresentazione. Oltre al suo lavoro con varie gallerie, Claude-Max Lochu ha esposto al museo Dole nel 1985   e al museo Faure di Aix-les-Bains nel 2000 e nel 2012  .
Nel 2000, espone il quadro Aix les Bains dal Boulevard des Anglais a Faure museo  un dipinto si esibisce al suo 1 ° mostra a Aix-les-Bains ed è ora in ingresso del museo  . Il dipinto rappresenta una veduta della città in volo . Nel 2012 si è svolta nuovamente una retrospettiva delle sue opere al museo Faure in Savoia   e un ritratto di Auguste Rodin è entrato a far parte delle collezioni del museo .
Dal 2001 espone all'Accademia libera natura e cultura di Querceto, Italia.
Nel 2006 ha partecipato al festival Peace and Light per il progetto di Lama Gyourmé di costruire un Tempio per la Pace in Normandia con l'obiettivo di promuovere la pace nel mondo e il dialogo interreligioso.

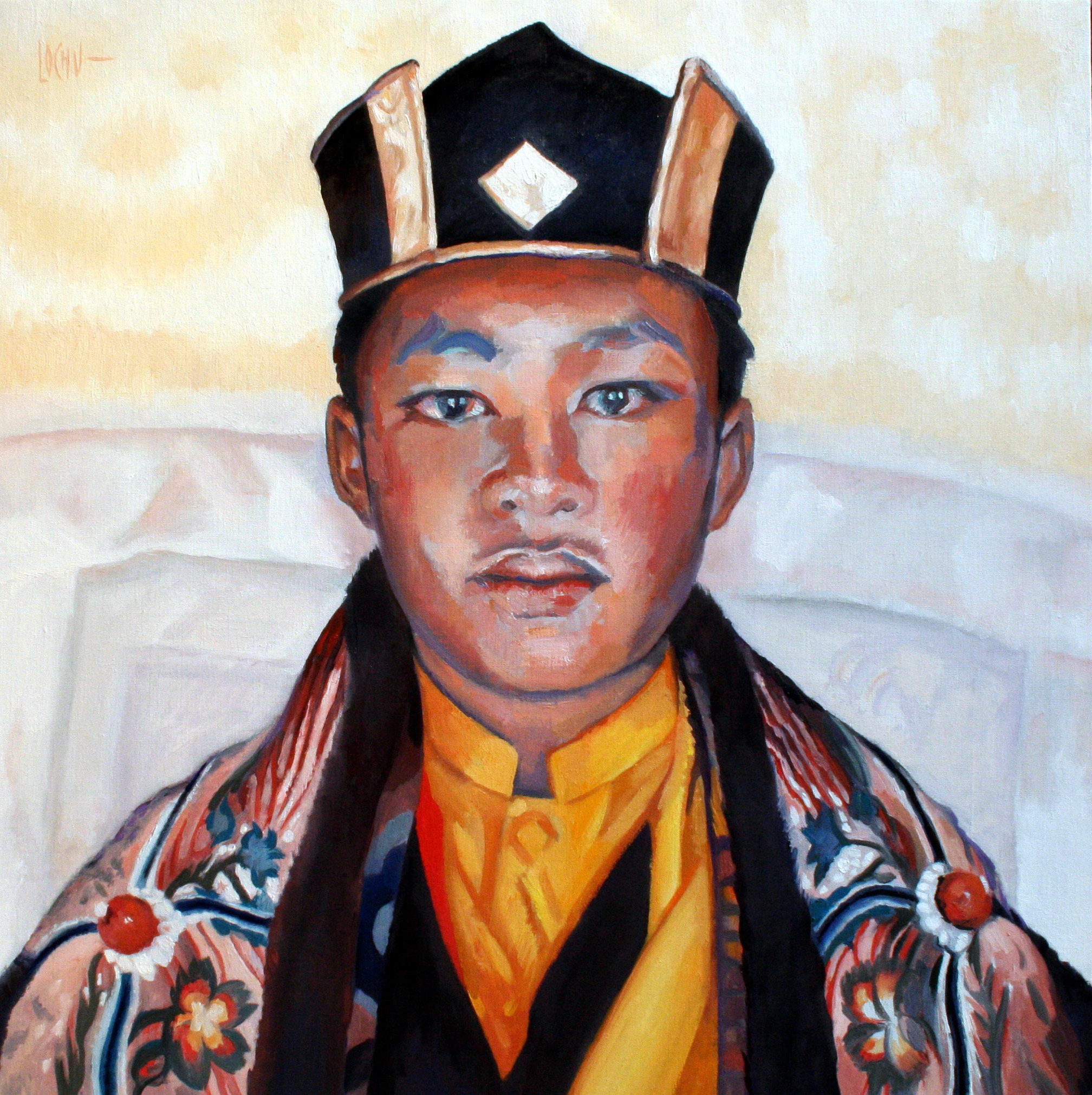
Gyalwa Karmapa, 100 x 100 cm, 2008, olio su tela

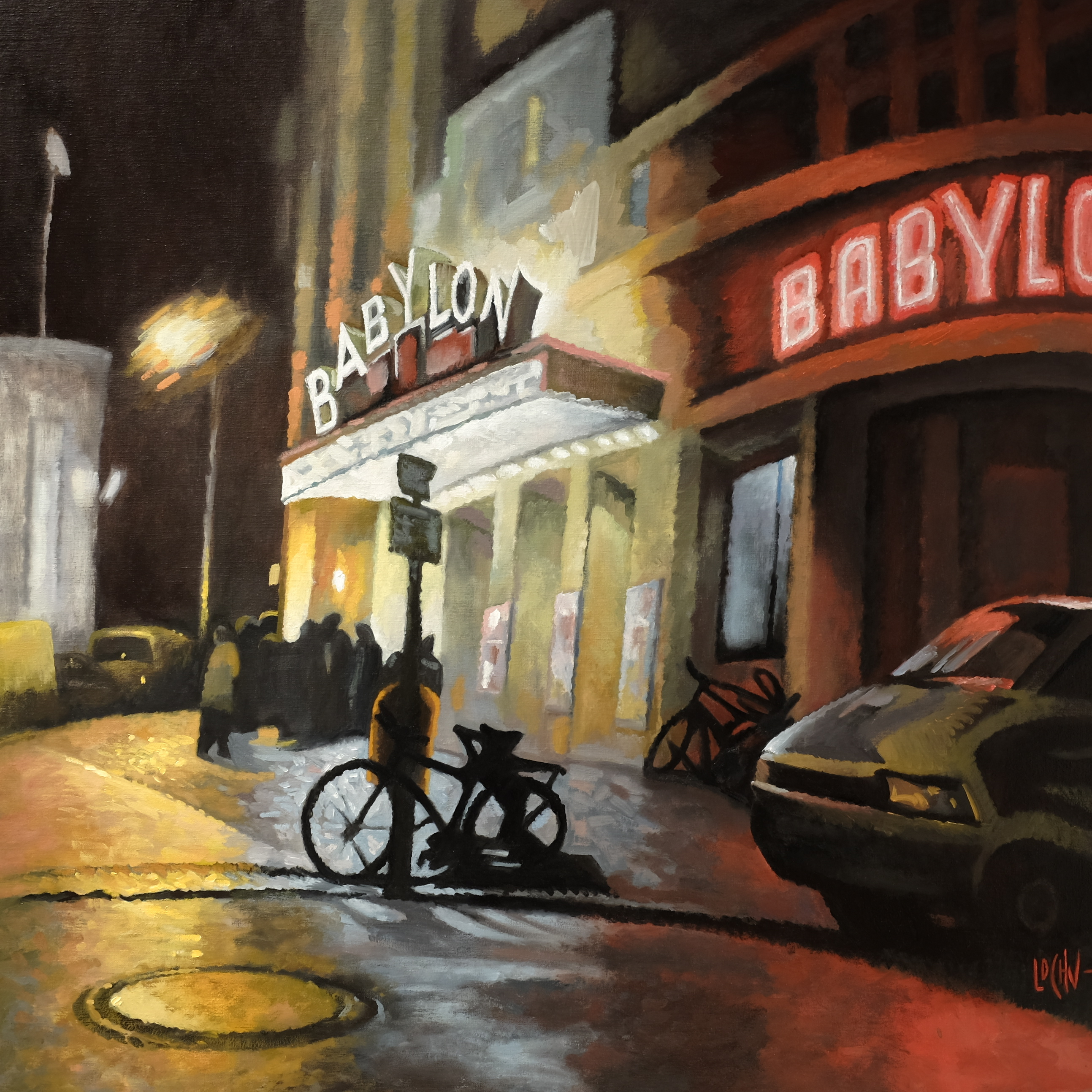
Kino Babylon, 100 x 100 cm, 2017, olio su tela

Nel 2013, ha esposto al Museo di Belle Arti di Gaillac nel Tarn .
Da luglio a settembre 2013, 26 dei suoi oli su tela, gouache e disegni sono presentati al termine della visita al Musée de l'Aventure Peugeot di Sochaux nel Doubs  .
L'ufficio turistico del Pays des Impressionnistes, incentrato sulla genesi dell'Impressionismo lungo le rive della Senna, ha organizzato una visita al suo laboratorio a Carrières-sur-Seine ingennaio 2014 .
Il laboratorio-galleria "Les Pissenlits", situato a Combes, nel Doubs, dedica una mostra dinovembre 2014 per gennaio 2015.
In marzo 2016, espone alla galleria Gavart, rue d'Argenson a Parigi .
A maggio e giugno 2017, una mostra dei suoi dipinti intitolata Voyages si tiene presso il centro culturale Jean Vilar a Marly-le-Roi.
Da giugno ad agosto 2018, è uno dei 37 artisti a partecipare a Jubilons → Jubilez - Retrospective and Perspectives, l'ultima mostra organizzata al museo Faure dal suo curatore, André Liatard  · .
Nel 2017 si trasferisce ad Arles, vi produce una serie di paesaggi ed espone alla Galerie Cezar nell'agosto 2021  ·  · .

## Pubblicazioni
- Catalogue d'exposition de Claude-Max Lochu, 1985, Musée des Beaux-Arts de Dole[23]
- Illustrations de La Princesse qui aimait les chenilles de René de Ceccatty en collaboration avec Ryôji Nakamura, 1987, éditions Hatier, ISBN 2218078589
- Claude Max Lochu : exposition, Aix-les-Bains, Musée Faure,7 avril-15 mai 2000, éditeur Aix-les-Bains : Musée Faure, 2000, ISBN 2908214075
- Claude-Max Lochu: Pour solde de tout compte : expositions, Musée Faure, Aix-les-Bains, 7 avril-17 juin 2012 et Musée des beaux-arts, Gaillac,  1er trimestre 2013, éditeur Musée Faure, 2012, ISBN 2357570229
- Claude-Max Lochu, Bruno Smolarz, Objets intranquilles & autres merveilles, Atéki éditions, 2021, ISBN 9782957345212[24]